# Grant Park (Illinois)
Grant Park és una població dels Estats Units a l'estat d'Illinois. Segons el cens del tenia 1.358 habitants.

## Demografia
Segons el cens del 2000, Grant Park tenia 1.358 habitants, 497 habitatges, i 389 famílies. La densitat de població era de 845,7 habitants/km².
Dels 497 habitatges en un 39,8% hi vivien nens de menys de 18 anys, en un 63,8% hi vivien parelles casades, en un 11,3% dones solteres, i en un 21,7% no eren unitats familiars. En el 17,1% dels habitatges hi vivien persones soles el 8% de les quals corresponia a persones de 65 anys o més que vivien soles. El nombre mitjà de persones vivint en cada habitatge era de 2,73 i el nombre mitjà de persones que vivien en cada família era de 3,09.
Per edats la població es repartia de la següent manera: un 28,4% tenia menys de 18 anys, un 7% entre 18 i 24, un 31,4% entre 25 i 44, un 21,6% de 45 a 60 i un 11,6% 65 anys o més.
L'edat mediana era de 36 anys. Per cada 100 dones de 18 o més anys hi havia 91,2 homes.
La renda mediana per habitatge era de 52.153 $ i la renda mediana per família de 55.250 $. Els homes tenien una renda mediana de 45.694 $ mentre que les dones 22.750 $. La renda per capita de la població era de 22.403 $. Aproximadament el 3,5% de les famílies i el 4,4% de la població estaven per davall del llindar de pobresa.

## Poblacions més properes
El següent diagrama mostra les poblacions més properes.